# 유럽가

베토벤의 자필보

《유럽가》(-歌, Anthem of Europe)는 유럽 연합과 유럽 평의회를 상징하는 노래이다. 루트비히 판 베토벤이 1823년에 작곡한 교향곡 9번의 마지막 악장을 바탕으로 제정되었다. 유럽가는 유럽 연합과 유럽 평의회 양측의 공식적인 행사에서 사용되고 있다.

## 역사
유럽가의 원작은 독일의 극작가 겸 시인인 프리드리히 실러가 1785년에 지은 시 《환희의 송가》이다. 이 시는 단결의 이상과 모든 인류의 우애를 찬양하는 내용을 담고 있으며 독일의 작곡가 루트비히 판 베토벤의 《교향곡 9번》 4악장의 합창부에 사용되었다.

### 채택
1971년 유럽 평의회 의회는 베토벤의 《교향곡 9번》 중 〈환희의 송가〉 전주 부분을 유럽가로 채택했고 1972년 1월 19일 프랑스 스트라스부르에서 열린 회담에 참석한 유럽 평의회 회원국 각료들은 유럽가를 루트비히 판 베토벤의 교향곡 9번 4악장 〈환희의 송가〉 전주 부분으로 공식 채택하는 데에 합의했다.
유럽 평의회는 오스트리아의 지휘자 헤르베르트 폰 카라얀에게 이 곡을 피아노 독주, 취주악, 교향악 세 가지 형태로 편곡해 줄 것을 공식 의뢰했다. 카라얀은 이 곡의 악보에 자신의 생각을 표현했는데 특히 박자에 대해 자신의 생각을 표현했다. 베토벤이 이 곡의 박자를 이분음표 = 80으로 정한 데 반해 카라얀은 사분음표 = 120으로 정했다.
유럽가는 1985년에 열린 유럽 연합(당시 유럽 공동체) 회원국 정상 회담에서 유럽 공동체를 상징하는 노래로 공식 채택되었는데 이는 회원국의 국가를 바꾸는 것이 아니라 이들의 다양성과 단결을 공유하기 위한 목적이었다. 유럽가는 유럽의 이상인 자유, 평화, 결속을 통한 단결을 표현하고 있다.

### 최근의 상황
유럽 헌법 조약에는 유럽 연합의 상징에 관한 규정이 명시되어 있었지만 부결되고 만다. 이를 대체한 리스본 조약에서는 유럽 연합의 상징에 대한 규정이 빠져 있다. 다만 리스본 조약에는 선언서가 첨부되어 있으며 여기에는 다른 16개 회원국이 유럽 연합의 공식적인 상징을 인증하는 것이 명시되어 있다. 유럽 의회는 공식적인 행사 등에서 유럽가의 사용 범위를 확대하기로 결정했다. 2008년 10월 유럽 의회는 선거 직후에 열리는 의회 개원식에서 유럽가를 연주하는 규정을 개정했다.

## 비공식 가사
유럽 연합에서는 여러 가지 언어가 사용되고 있기 때문에 유럽가는 악기로만 연주되고 있으며 프리드리히 실러가 독일어로 쓴 시는 유럽가의 공식적인 가사로 채택되지 않았다. 그러나 노래가 연주되는 경우에는 독일어로 된 시를 합창 형식으로 부르거나 일반인들이 노래에 맞춰 부르기도 한다.

### 독일어시 원본
| 독일어 Freude, schöner Götterfunken, Tochter aus Elysium! Wir betreten feuertrunken, Himmlische, Dein Heiligtum. Deine Zauber binden wieder, Was die Mode streng geteilt, Alle Menschen werden Brüder, Wo Dein sanfter Flügel weilt. | 한국어 발음 프로이데, 쇠너 괴테르풍켄, 토흐터 아우스 엘뤼지움! 비어 베트레텐 포이에르트룽켄, 힘리셰, 다인 하일릭툼. 다이네 차우버 빈덴 비더, 바스 디 모데 슈트렝 게타일트, 알레 멘셴 베르덴 브뤼더, 보 다인 잔프터 플뤼겔 바일트. | 한국어 해석 환희여, 신들의 아름다운 불꽃이며, 엘리시움의 딸이여. 우리는 그 불에 취해 하늘같은 그대의 성소에 듭니다. 시류가 엄하게 나눠놓은 이들을 그대의 마법 같은 힘이 다시 묶으니 그대의 온유한 날개 닿는 곳이면 모든 인간이 형제 되리이다. |

### 제안된라틴어가사
| 라틴어 Est Europa nunc unita et unita maneat; una in diversitate pacem mundi augeat. Semper regant in Europa fides et iustitia et libertas populorum in maiore patria. Cives, floreat Europa, opus magnum vocat vos. Stellae signa sunt in caelo aureae, quae iungant nos. | 한국어 발음 에스트 에우로페 눙크 우니타 에트 우니타 마네아트 우나 인 디베르시타테 파켐 문디 아우게아트. 셈페르 레그난트 인 에우로페 피데스 에트 유스티티아 에트 리베르타스 포풀로룸 인 마요레 파트리아. 키베스, 플로레아트 에우로페, 오푸스 마그눔 보카트 보스. 스텔라이 시그나 순트 인 카일로 아우레아이, 콰이 융간트 노스. | 한국어 해석 유럽은 이미 단결된 상태로 남아 있다네. 다양성 속의 통일은 세계 평화에 기여하리라. 유럽에는 언제나 신앙과 정의가 이어진다네. 사람들의 자유는 위대한 조국에 남아있다네. 시민은 유럽을 번영하게 한다네. 위대한 과업은 그대를 부른다네. 하늘에 있는 별들은 우리를 단결시키는 상징이라네. |

## 같이 보기
- 유럽의 상징
- 유럽기
- 리하르트 니콜라우스 폰 코우덴호페칼레르기(Richard Nikolaus von Coudenhove-Kalergi)